# Ernobius socialis
Ernobius socialis är en skalbaggsart som beskrevs av Henry Clinton Fall 1905. Ernobius socialis ingår i släktet Ernobius och familjen trägnagare. Inga underarter finns listade i Catalogue of Life.